# 17086 Жуйма
17086 Жуйма (17086 Ruima) — астероїд головного поясу, відкритий 10 травня 1999 року.
Тіссеранів параметр щодо Юпітера — 3,515.